# Giovanni Antonio Canal

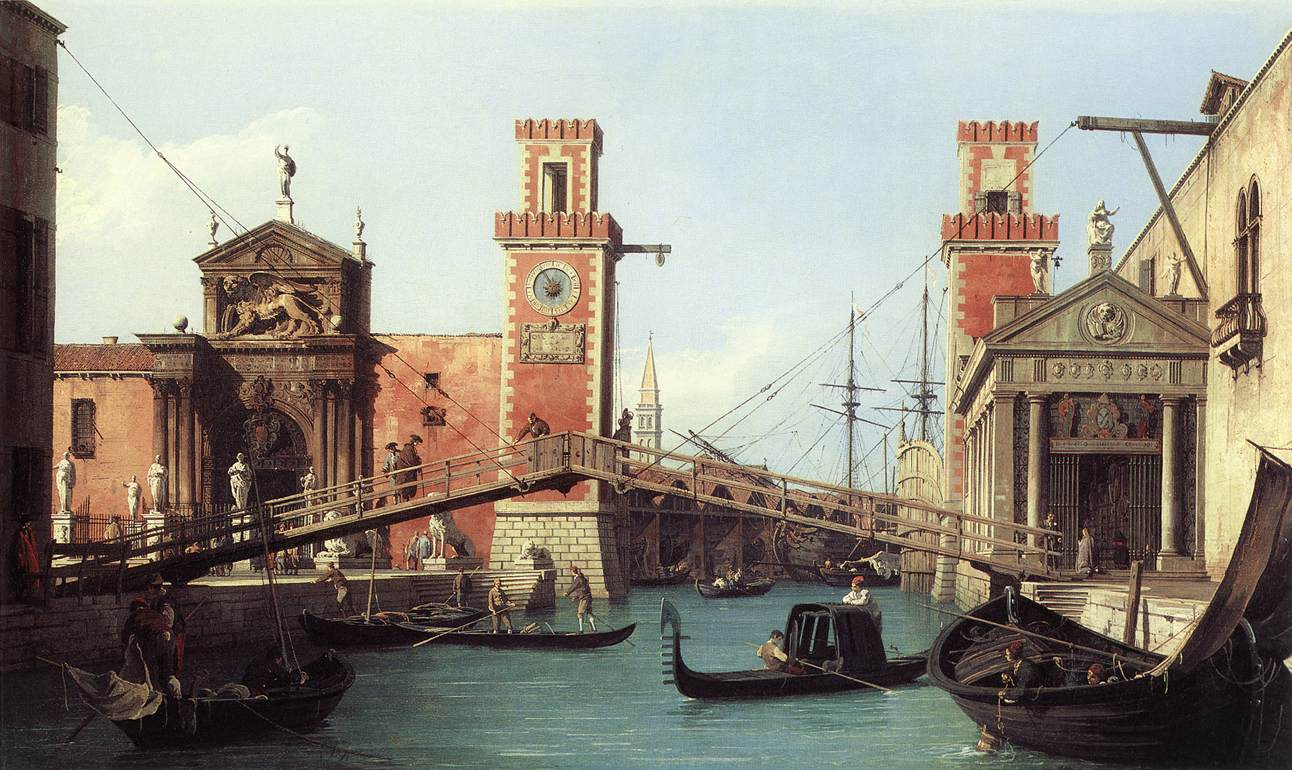
Widok wejścia do weneckiego Arsenału (1723)

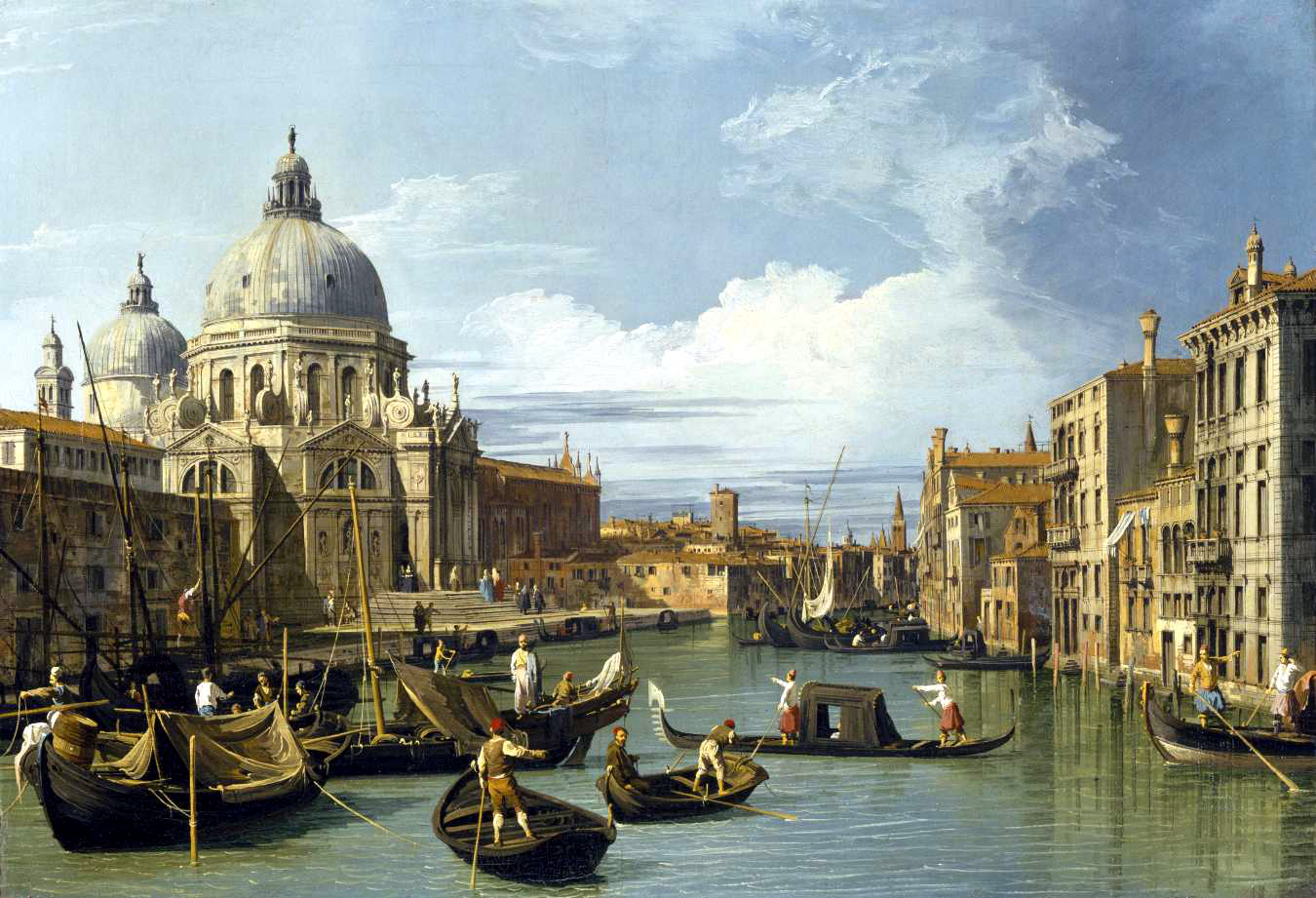
Canale Grande i kościół Santa Maria della Salute (1730)

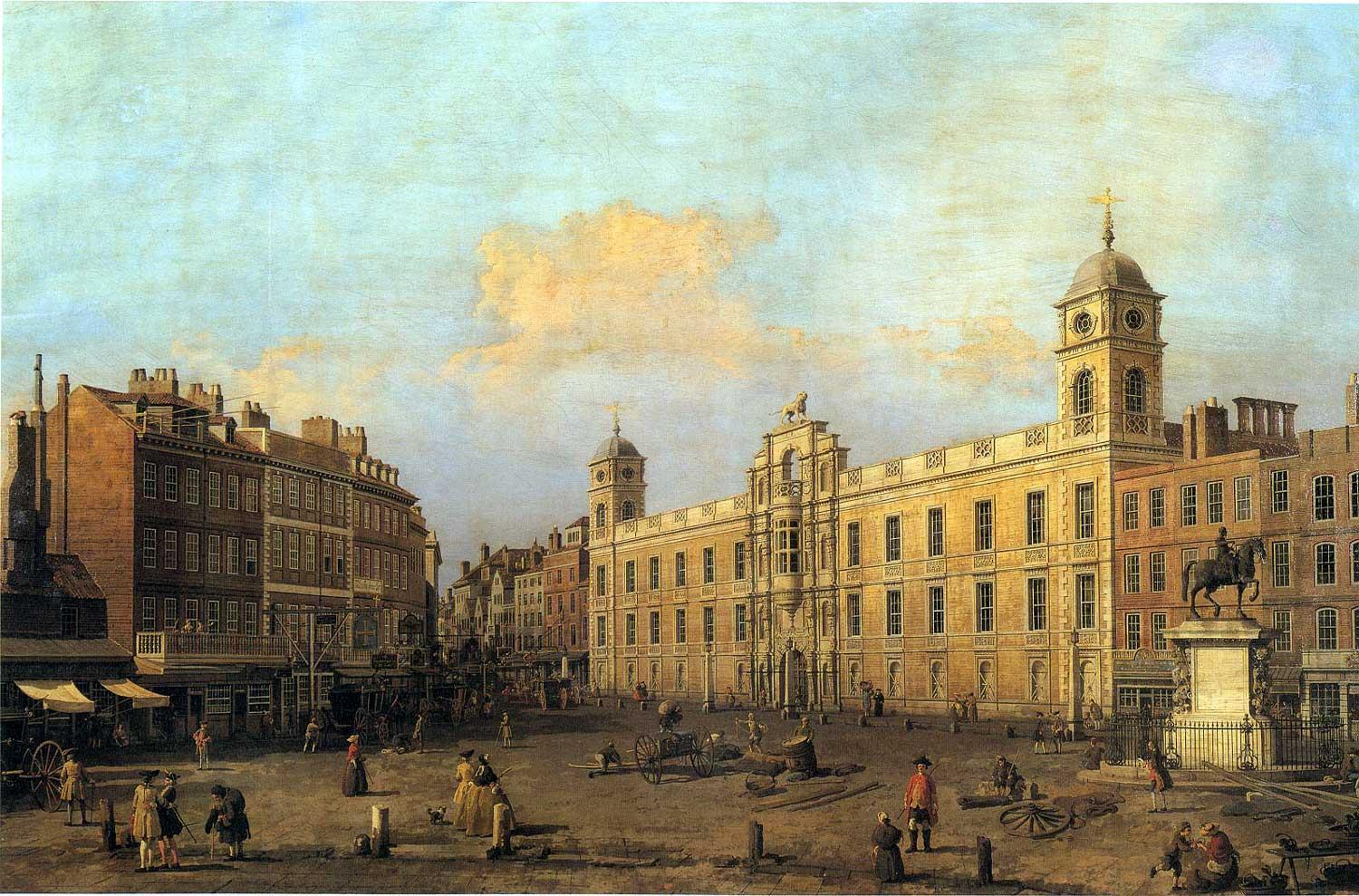
Northumberland House w Londynie (1752)

Giovanni Antonio Canal, zw. Canaletto (ur. 28 października 1697, zm. 19 kwietnia 1768) – wenecki malarz, rysownik i rytownik okresu rokoka, wedutysta.
Był synem Bernarda Canala i stąd też wziął się jego przydomek Canaletto (mały Canal). Znany był zwłaszcza z malowania widoków Wenecji, w której tworzył przez większość życia. Zawarł w nich wysoki realizm i ciepłą, słoneczną atmosferę. Dla realistycznego i dokładnego oddania detali architektury korzystał też z techniki camera obscura.
W 1746 przeprowadził się na 10 lat do Londynu, malując angielskie krajobrazy, zwłaszcza widoki Londynu. Ostatnie lata życia spędził w Wenecji, jego malarstwo nabrało wówczas ciemniejszych barw.
Przydomka Canaletto używał także siostrzeniec i uczeń Giovanniego Canala, Bernardo Bellotto.

## Wybrane dzieła
- Campo di Rialto (1758-63), 119 × 186 cm, Gemäldegalerie, Berlin.
- Campo San Giacometto (1729-30), 95,5 × 117 cm, Galeria Obrazów Starych Mistrzów w Dreźnie.
- Canale Grande w Wenecji (1722-23), 65,5 × 97,5 cm, Galeria Obrazów Starych Mistrzów w Dreźnie.
- Canale Grande widziany z mostu Rialto (1758-63), 118 × 188 cm, Gemäldegalerie, Berlin.
- Fantazja architektoniczna (Perspektywa z portykiem) (1765), 131 x93 cm, Gallerie dell’Accademia, Wenecja.
- Konie św. Marka na Piazzetta (1743), 108 × 129,5 cm, Royal Collection, Londyn.
- Molo z biblioteką i kolumną San Teodoro (1735), 62 × 98 cm, Musée des Beaux-Arts, Nantes.
- Most Rialto od południa (ok. 1737), 68,5 × 92  cm, Galleria Nazionale d'Arte Antica, Rzym.
- Orszak doży przed kościołem San Rocco (ok. 1735), 147 × 199 cm, National Gallery w Londynie.
- Pejzaż z ruinami (1740), 116 × 166 cm, Palazzo Vecchio, Florencja.
- Plac św. Marka (ok. 1730-35), 76,2 × 118,7 cm, Fogg Museum, Cambridge (Ohio).
- Plac św. Marka (1723-24), 141,5 × 204,5 cm, Muzeum Thyssen-Bornemisza, Madryt.
- Plac św. Marka widziany od strony południowo-wschodniej (1755), 46,4 × 36,1 cm, National Gallery w Londynie.
- Pracownia kamieniarska (Plac San Vitale i kościół Santa Maria della Carita) (1726-27), 124 × 163 cm, National Gallery w Londynie.
- Przyjęcie ambasadora Francji w Pałacu Dożów (1726-27), 181 × 259,5 cm, Ermitaż, Sankt Petersburg.
- Regaty na Canale Grande (ok. 1731), 117,2 × 186,7 cm, National Gallery w Londynie.
- Rio dei Mendicanti (ok. 1723), 143 × 200 cm, Ca’ Rezzonico, Wenecja.
- Śluzy w Dolo (ok. 1728), 63 × 97 cm, Ashmolean Museum, Oksford.
- Widok kanału i placu św. Marka z Punta della Dogana – (1740), Pinakoteka Brera, Mediolan.
- Widok kościoła Santa Maria della Salute od strony Canale Grande (1726-29), 44 × 89 cm, Gemäldegalerie, Berlin.
- Widok na Warwick Castle od wschodu (1752), 73 × 122 cm, City Museum and Art Galery, Birmingham.
- Widok Wenecji od strony laguny (przed 1755), 51 × 83 cm, Galeria Uffizi, Florencja.
- Widok zatoki San Marco (ok. 1738), 125 × 204,5 cm, Museum of Fine Arts w Bostonie.
- Zaślubiny z morzem (1739), 182 × 259 cm, Muzeum Sztuk Pięknych im. Puszkina w Moskwie.